# زرین‌گربه‌ها
زرین‌گربه‌ها (نام علمی: Catopuma) نام یک سرده از زیرخانواده گربه‌ایان کوچک است.